# Ламасба

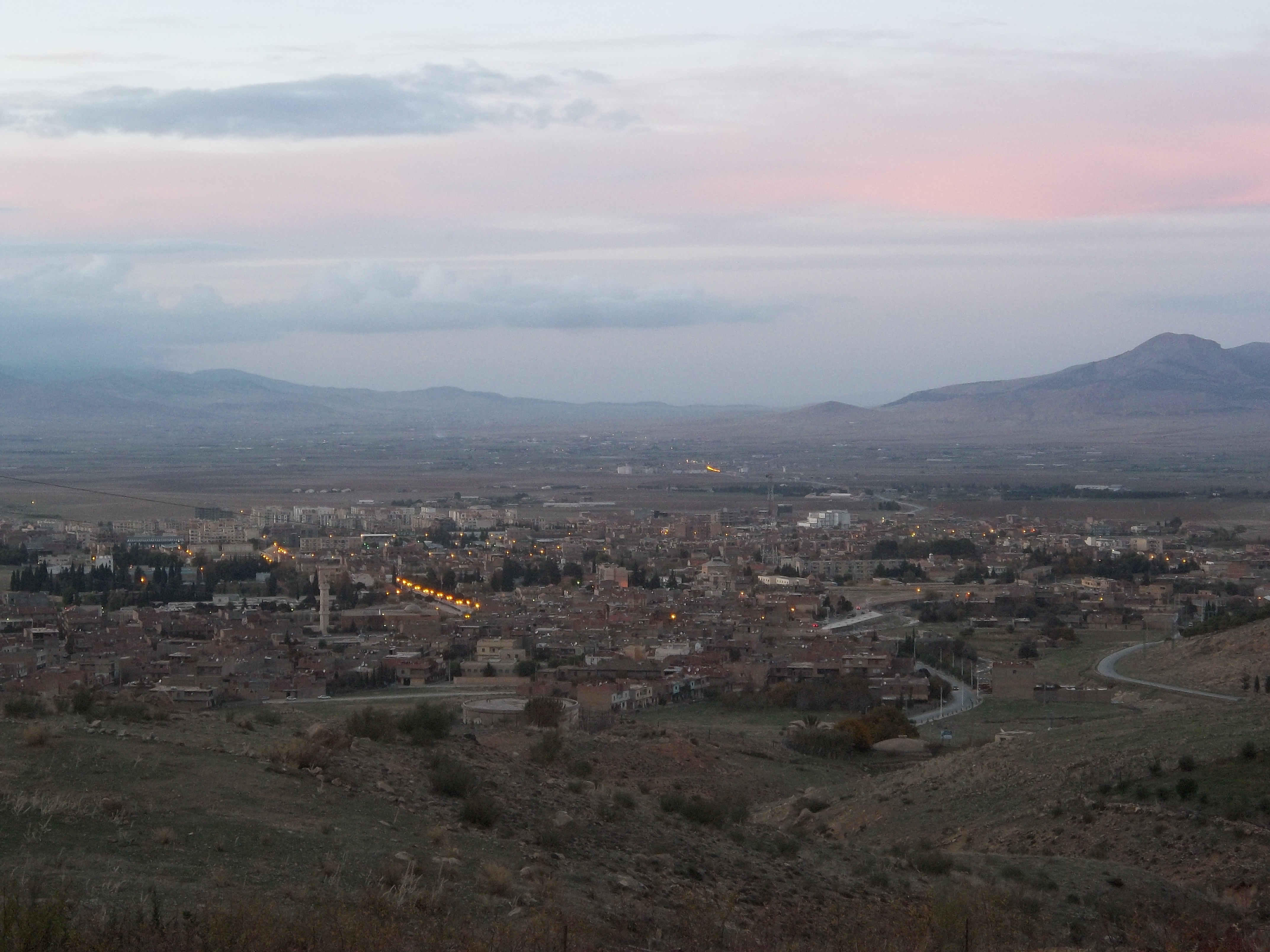
Вид на древний город Меруана, место древней Ламбасы

Ламасба — город в римской Нумидии, расположенный недалеко от современной Меруаны, в южном регионе Нумидии, примерно в ста километрах к югу от Цирты и примерно в сорока километрах к северо-западу от Ламбезиса.

## История
Город, несомненно, являлся важным центром Беллезминской равнины и располагался на перекрестке дорог. О городском развитии поселения известно немного, но возможно, что частью своего роста он был обязан поселениям римских солдат, как это было в других городах Нумидии, таких как Диана Ветеранорум. Ламасба, называющая себя республикой Антониниана, несомненно, выиграла от статуса муниципия при императоре Каракалле. В городе был христианский епископ по крайней мере с 256 года. В 411 году, во время Карфагенского собора, Ламасба был представлен епископом-донатистом, а также католическим епископом. Это место особенно известно благодаря обнаружению важного эпиграфического текста — правил ирригации, относящихся к периоду правления Гелиогабала.